# 태월초등학교
태월초등학교는 대한민국 충청남도 서천군 서천읍 서문로 327 (태월리)에 있었던 공립 초등학교이다.

## 학교 연혁
- 1946년 10월 15일 서천공립국민학교 태월분교장 개교(설립인가 9월 1일)
- 1949년 11월 15일 태월국민학교 인가
- 1951년 10월 20일 6학년 7학급 편성
- 1982년 4월 6일 병설유치원 개원
- 1996년 3월 1일 교명 변경(태월초등학교)
- 1999년 2월 28일 서천초등학교로 통폐합